# Neanthophylax mirificus
Neanthophylax mirificus là một loài bọ cánh cứng thuộc phân họ Lepturinae, trong họ Cerambycidae. Loài này phân bố ở Hoa Kỳ, và on Costa Rica island.